# Zale gratiosa
Zale gratiosa là một loài bướm đêm trong họ Erebidae.